# チコラ川
チコラ川（クロアチア語:Čikola）は、クロアチア、ダルマチア地方内陸部（ダルマティンスカ・ザゴラ:Dalmatinska Zagora）を流れる河川である。川はドルニシュ（Drniš）を通り、クルカ国立公園のスクラディンスキ・ブク（Skradinski buk）でクルカ川（Krka）に合流する。チコラ川の名はマルコ・ペルコヴィッチ・トンプソンの楽曲「Bojna Čavoglave」（チャヴォグラヴェ大隊）を通じてよく知られるようになった。この曲の歌詞は「U Zagori na izvoru rijeke Čikole」（ザゴラなるチコラ川の源で）から始まっている。